# Rania Youssef
Rania Youssef (Cairo, 1º dicembre 1973) è un'attrice egiziana, vincitrice del premio come miglior attrice non protagonista nel 2013 al Cairo National Festival.

## Biografia
Rania Youssef, nata al Cairo da un ufficiale e un'assistente di volo, ha studiato letteratura inglese all'Università del Cairo.

## Carriera
Nel 1997, ha partecipato al concorso per il titolo di Miss Egitto, dove è arrivata seconda ·  ed in seguito ha fatto i suoi primi passi come attrice per la pubblicità e come fotomodella.
Per il ruolo della dottoressa Farida nell'opera prima di Hadi El Bagoury Wahed Saheh, Rania Youssef ha ricevuto il Horus Award come Migliore attrice non protagonista al Cairo National Festival nel 2013.
Nel mese di marzo 2018, è stata selezionata come componente della giuria del Festival del Cinema di Sharm el-Sheikh, uno dei più noti festival egiziani, giuria presieduta dalla critica cinematografica svedese Eva Girstam.

### Accusa di indecenza pubblica
A causa di un vestito nero semi-trasparente indossato durante l'International Film Festival del Cairo, l'attrice è stata citata in giudizio da due avvocati egiziani per indecenza pubblica, rischiando 5 anni di carcere. Il caso ha provocato proteste internazionali e Rania Youssef si è scusata pubblicamente sul suo account Instagram per aver indossato questo vestito · .

## Filmografia parziale
- Nile di Akiyoshi Kimata (1999)
- Cabaret di Sameh Abdulaziz (2008)
- Aaz Ashab di Ahmad Samir Farag (2009)
- Alzheimer's di Amr Arafa (2010)
- Ant Scream di Sameh Abdulaziz (2011)
- Wahed Saheh di Hadi El Bagoury (2011)
- Heya el-Sah (Quella giusta) (2011)
- Reklam (Pubblicità) (2012)
- Moha Harra (Calura) (2013)
- Howa Fi Keda di Hosny Saleh (2014)
- Regatta di Mohamed Samy (2015)
- Men Dahr Ragel di Karim El Sobky (2015)
- Lelet Hobb (Notte d'amore) (2018)

### Serie tv
- Hekayat Beneeshha (2009, 9 episodi)
- Ahl Cairo (2010, 1 episodio)
- Moga Harra (2013, 1 episodio)
- Neeran Sadeeqa (2013, 1 episodio)
- Alekhwa (2014, 1 episodio)
- El Saba Wassaya (2014, 1 episodio)
- Afrah AlQoba (2016, 1 episodio)
- Wakkelna Walla (2017, 1 episodio)
- Miss Farah (الآنسة فرح) - serie TV, 110 episodi (2019–2022)

## Doppiatrici italiane
- Daniela Calò in Miss Farah